# Signe

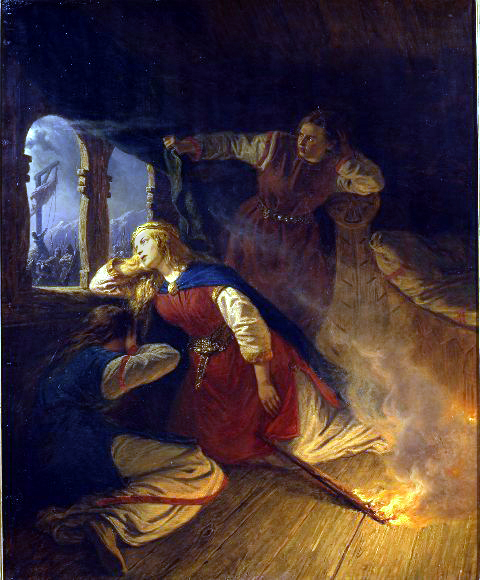
Signe e Hagbarðr

Signe (altresì scritta Signy) è il nome di due eroine in due leggende connesse della mitologia norrena che erano molto popolari nella Scandinavia medievale. Appaiono entrambe nella Saga di Volsung, che venne adattata in altri lavori come ad esempio in L'anello del Nibelungo, inclusa la famosa opera La Valchiria.
La prima Signe era la figlia del re Völsung. Era sposata con il villano re dei Geati Siggeir che le assassinò l'intera famiglia.
Dapprima trucidò Volsung a tradimento; poi, di notte, ne incatenò i figli ad uno ad uno là dove i lupi potessero trovarli e divorarli. Signy salvò il fratello da quell'orribile destino, ebbe con lui un'unione incestuosa e diede alla luce un figlio, Sinfjötli. Si bruciò viva con l'odiato marito.
La seconda Signe era la figlia del nipote di re Siggeir, Sigar. Si innamorò del re del mare Hagbarðr, e gli promise che non sarebbe sopravvissuta se egli fosse morto. Essi vennero scoperti e Hagbarðr venne condannato all'impiccagione. Hagbarðr riuscì a farlo sapere a Signy che diede fuoco alla sua casa morendo tra le fiamme, così Hagbarðr si uccise a sua volta, impiccandosi.
Una terza Signe era la figlia di una strega chiamata Grid nella Illuga saga Gríðarfóstra. Esse sono entrambe bersaglio di una maledizione lanciata da un giovane chiamato Illugi.
Una quarta Signe era la sorella di Hroðgar nella Saga degli Skjöldungar e Hrólfs saga kraka ok kappa hans. Nel Beowulf è sconosciuta.